# Meat Loaf
Meat Loaf, właśc. Marvin Lee Aday (ur. 27 września 1947 w Dallas w Teksasie, zm. 20 stycznia 2022 w Nashville w Tennessee) – amerykański piosenkarz i aktor.

## Życiorys
Urodził się jako Marvin Lee Aday 27 września 1947 w Dallas w Teksasie.
Jest głównie znany ze swoich występów na scenie muzycznej i płyty Bat Out of Hell (1977), która sprzedała się w ponad 43 milionach egzemplarzy, niemal wyrównując wynik finansowy albumu Thriller Michaela Jacksona. W pierwszej dekadzie XXI wieku corocznie sprzedawała się w nakładzie około 200 000. Do jego najpopularniejszych piosenek należą „I’d Do Anything for Love (But I Won’t Do That)” oraz „Rock and Roll Dreams Come Through”, pochodzące z innego albumu, czyli z Bat Out of Hell II: Back Into Hell (1993), który sprzedał się w ponad 18 milionach egzemplarzy.
Wystąpił w około pięćdziesięciu filmach i programach telewizyjnych, czasem jako on sam. Najbardziej znany jest z roli w musicalu The Rocky Horror Picture Show (1975), gdzie zagrał Eddiego.
Zmarł 20 stycznia 2022, nie podano żadnej konkretnej przyczyny śmierci.

## Dyskografia

### Solowe albumy studyjne
- 1977 Bat Out of Hell
- 1981 Dead Ringer
- 1983 Midnight at the Lost and Found
- 1984 Bad Attitude
- 1986 Blind Before I Stop
- 1993 Bat Out of Hell II: Back Into Hell
- 1995 Welcome to the Neighborhood
- 2003 Couldn’t Have Said It Better
- 2006 Bat Out of Hell III: The Monster Is Loose
- 2010 Hang Cool Teddy Bear
- 2011 Hell in a Handbasket
- 2016 Braver Than We Are

### Albumy koncertowe
- 1987 Live at Wembley
- 1996 Live Around the World
- 1999 VH1: Storytellers
- 2004 Bat Out of Hell: Live with the Melbourne Symphony Orchestra

### Inne albumy i najważniejsze kompilacje
- 1971 Stoney & Meatloaf
- 1998 The Very Best of Meat Loaf

### Muzyczne DVD i VHS
- 1986 Bad Attitude – Live!
- 1999 VH1: Storytellers
- 2004 Meat Loaf – Live with the Melbourne Symphony Orchestra
- 2007 3 Bats Live
- 2009 Bat Out of Hell: The Original Tour (zapis koncertu z 1978)

## Wyniki sprzedaży płyt

### Solowe albumy studyjne
| Rok  | Tytuł                                     | Listy muzyczne  | Wyniki sprzedaży        | Wyniki sprzedaży       | Wyniki sprzedaży      | Wyniki sprzedaży       | Wyniki sprzedaży       | Wyniki sprzedaży | Wyniki sprzedaży |
| Rok  | Tytuł                                     | Wielka Brytania | Stany Zjednoczone       | Wielka Brytania        | Niemcy                | Kanada                 | Austria                | Belgia           | Łącznie          |
| ---- | ----------------------------------------- | --------------- | ----------------------- | ---------------------- | --------------------- | ---------------------- | ---------------------- | ---------------- | ---------------- |
| 1977 | Bat Out of Hell                           | #9; 476 tygodni | 14x Platyna 14 000 000+ | 10x Platyna 3 000 000+ | 2x Platyna 400 000+   | 20x Platyna 2 000 000+ | 23x Platyna 1 610 000+ |                  | 43 000 000+      |
| 1981 | Dead Ringer                               | #1; 46 tygodni  |                         | Platyna 300 000+       |                       |                        |                        |                  | 5 000 000+       |
| 1983 | Midnight at the Lost and Found            | #7; 23 tygodnie |                         | Złoto 100 000+         |                       |                        |                        |                  | 300 000+         |
| 1984 | Bad Attitude                              | #8; 16 tygodni  |                         | Złoto 100 000+         |                       |                        |                        |                  | 300 000+         |
| 1986 | Blind Before I Stop                       | #28; 6 tygodni  |                         |                        |                       |                        |                        |                  |                  |
| 1993 | Bat Out of Hell II: Back Into Hell        | #1; 59 tygodni  | 5x Platyna 5 000        | 6x Platyna 1 800 000+  | 3x Platyna 1 500 000+ | 9x Platyna 900 000+    | Platyna 30 000+        | Platyna 70 000+  | 20 000 000+      |
| 1995 | Welcome to the Neighborhood               | #3; 27 tygodni  | Platyna 1 000 000+      | Platyna 300 000+       | Złoto 150 000+        |                        |                        |                  | 2 500 000+       |
| 2003 | Couldn’t Have Said It Better              | #4; 15 tygodni  |                         | Złoto 100 000+         |                       |                        |                        |                  | 300 000+         |
| 2006 | Bat Out Of Hell III: The Monster Is Loose | #3; 10 tygodni  | Złoto 800 000+          | Platyna 350 000+       | Platyna 200 000+      | Złoto 50 000+          |                        |                  | 4 000 000+       |
| 2010 | Hang Cool Teddy Bear                      | #4              |                         | Srebro 60 000+         |                       |                        |                        |                  | 60 000+          |

### Wybrane inne płyty
| Rok  | Tytuł                      | Listy muzyczne  | Wyniki sprzedaży  | Wyniki sprzedaży    | Wyniki sprzedaży      | Wyniki sprzedaży | Wyniki sprzedaży | Wyniki sprzedaży | Wyniki sprzedaży |
| Rok  | Tytuł                      | Wielka Brytania | Stany Zjednoczone | Wielka Brytania     | Niemcy                | Kanada           | Austria          | Belgia           | Łącznie          |
| ---- | -------------------------- | --------------- | ----------------- | ------------------- | --------------------- | ---------------- | ---------------- | ---------------- | ---------------- |
| 1971 | Stoney & Meatloaf          | #71, 1 tydzień  |                   |                     |                       |                  |                  |                  |                  |
| 1998 | The Very Best of Meat Loaf | #14; 39 tygodni | Złoto 500 000+    | 2x Platyna 600 000+ | 2x Platyna 1 000 000+ |                  |                  |                  | 2 500 000+       |

## Filmografia
- The Rocky Horror Picture Show (1975) jako Eddie
- Scavenger Hunt (1979) jako Scum
- Americathon (1979) jako Oklahoma Roy
- W rytmie rock and rolla (Roadie, 1980) jako Travis W. Redfish
- Dead Ringer (1981) jako Meat Loaf/Marvin
- Na ostrzu noża (Out of Bounds, 1986) jako Gil
- Wielki Skok (The Squeeze, 1987) jako Titus
- Motorama (1991) jako Vern
- Cudotwórca (Leap of Faith, 1992) jako Hoover
- Betty Lou strzela (The Gun in Betty Lou’s Handbag, 1992) jako Lawrence
- Świat Wayne’a (Wayne’s World, 1992) jako Tiny
- Bat Out Of Hell II: Picture Show (1994) jako on sam
- To Catch a Yeti (1995) jako Big Jake Grizzly
- Spice World (1997) jako Dennis
- Serce rodziny (Everything That Rises, 1998) jako Red
- Przymierze z bronią (Gunshy, 1998) jako Lew Collins
- Czarny pies (Black Dog, 1998) jako Red
- Potężny i szlachetny (The Mighty, 1998) jako Iggy
- Outside Ozona (1998) jako Floyd Bibbs
- Podziemny krąg (Fight Club, 1999) jako Robert Paulsen
- Wariatka z Alabamy (Crazy in Alabama, 1999) jako szeryf John Doggett
- Wyścig o życie (Blacktop, 2000) jako Jack
- Po tamtej stronie (The Outer Limits, 2000) („Gettysburg” – odcinek 17 z 6 sezonu) jako pułkownik Angus Devine
- Twarzą w twarz (Face to Face, 2001) jako kierowca
- Ostrość widzenia (Focus, 2001) jako Fred
- W pułapce (Trapped, 2001) jako Jim Hankins
- Formuła (The 51st State, 2001) jako Jaszczurka
- The Ballad of Lucy Whipple (2001) jako Amos ‘Rattlesnake Jake’ Frogge
- Rustin (2001) jako Coah
- Jezioro Salton (The Salton Sea, 2002) jako Bo
- Wishcraft (2002) jako Sparky Shaw
- Learning Curves (2003) jako Timmons
- A Hole in One (2004) jako Billy
- BloodRayne (2005) jako Leonid
- The Pleasure Drivers (2005) jako Dale
- Niewidzialny morderca (Chasing Ghosts, 2005) jako Dick Valbruno
- Pomylona miłość (Crazylove, 2005) jako John
- Tenacious D: The Pick of Destiny (2006) jako ojciec młodego JB
- Mistrzowie horroru (Masters of Horror, 2006) („Futerka” – odcinek z 2 sezonu) jako Jake Feldman
- Meat Loaf: In Search of Paradise  (2007) (film dokumentalny przedstawiający trasę koncertową Meat Loafa zza kulis) jako on sam
- Dr House (2009) („Simple Explanation” – „Proste wyjaśnienie” – odcinek 20 z 5 sezonu) jako Eddie Novack
- Citizen Jane (2009) jako detektyw Morris
- Detektyw Monk (2009) („Mr. Monk and the Voodoo Curse” – „Pan Monk i Klątwa Voodoo” – odcinek 7 z 8 sezonu) jako wielebny Jorgensen
- Beautiful Boy (2010) jako kierownik motelu
- Stage Fright (2014) jako Roger McCall
- Ghost Wars (2017–2018) jako Doug Rennie (serial TV)
- "Elementary" 2017  serial sezon 5 odc.17  The ballad of the of Lady Frances jako Herman Wolf